# Austin Melford
Austin Melford (21 de agosto de 1884 – 19 de agosto de 1971) fue un director y guionista cinematográfico de nacionalidad británica.
Nacido en Alverstoke, Inglaterra, su verdadero nombre era Austin Alfred Smith. Sus padres eran los artistas teatrales Austin Melford y Alice Gambra, y su hermano el actor Jack Melford.
Austin Melford falleció en 1971 en Londres, Inglaterra.

## Selección de su filmografía
Como director
- Car of Dreams (1935)
- Oh, Daddy! (1935)
- Radio Lover (1936)

Como guionista
- It's a Boy (1933)
- A Southern Maid (1933)
- Three Maxims (1936)
- The Mill on the Floss (1937)
- South American George (1943)
- Theatre Royal (1943)
- Champagne Charlie (1944)
- Don Chicago (1945)